# 波兰军团第1旅
波兰军团第1旅是1914-1917年间奧匈帝國陸軍的一支部队，由奥占波兰的波兰人组成，隶属于一战中的波蘭軍團。1917年宣誓危机之后，第1旅和第3旅一同被解散。很多波兰作家、画家等其他文化界人士都曾是第1旅的士兵。